# Нортхоф, Левольд фон

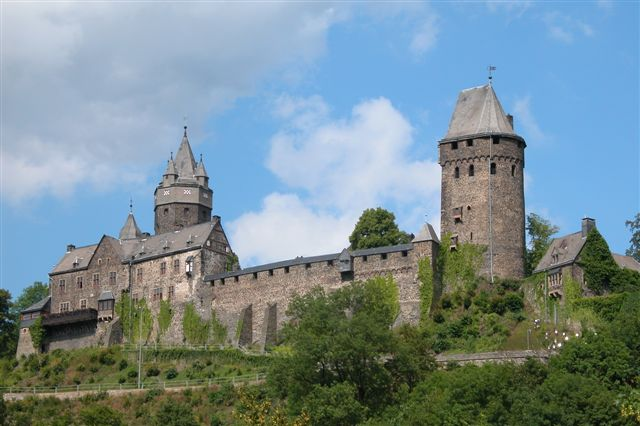
Замок графов Ламарк в Альтене, XII—XIII вв.

Левольд фон Но́ртхоф, или Левольд Но́ртхофский (нем. Levold von Northof, лат. Levoldus Northovius; 21 января 1278 или 5 февраля 1279, Хамм — 3 октября 1359, Льеж) — немецкий хронист и священник из Вестфалии, каноник в Льеже, придворный летописец графов фон дер Марк, автор «Хроники графов Марки» (лат. Chronica comitum de Marka). 

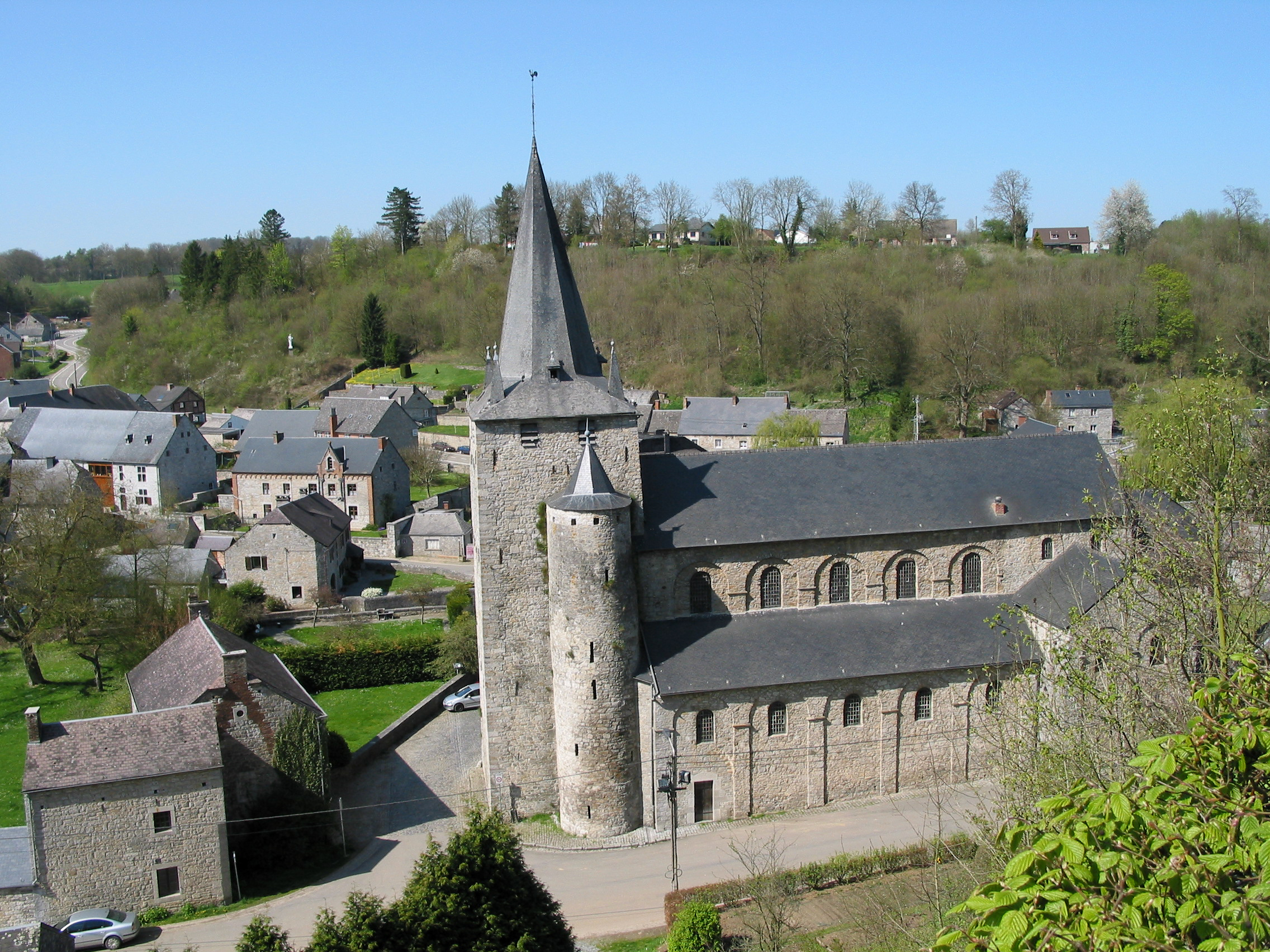
Церковь Св. Гаделина в Селе-ле-Динане (Намюр), XIII в.

## Биография

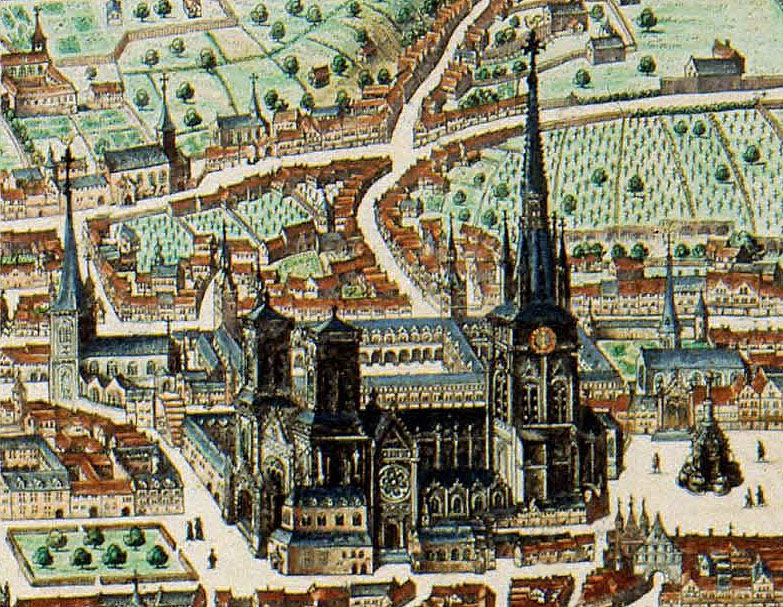
Кафедральный собор Св. Ламберта Маастрихтского в Льеже. Фрагмент карты Виллема и Яна Блау (1649). Снесён в 1794 г.

Выходец из вестфальской рыцарской семьи, он родился 21 января 1278 года, в день памяти Св. Агнессы Римской, или 5 февраля 1279 года, в день Св. Агаты, в Нортхофе близ Пелкума в графстве Марк (совр. район г. Хамм, Северный Рейн-Вестфалия). Отец его был потомственным динстманном графов фон дер Марк, немало сделавших для воспитания и обучения его сына. 
В 1294—1296 годах, по его собственным словам, он учился в Эрфурте, но затем против своей воли отозван был оттуда своим родственником Рутгером, дростом замка Альтена, родового владения графов фон дер Марк. Обременённый различными поручениями и занятый в деловых поездках, лишь в 1303—1308 годах смог продолжить свою учёбу в Авиньоне. По завершении неё граф Адольф де Ла Марк, ставший в 1313 году князем-епископом Льежа, обеспечил ему успешную духовную карьеру. Около 1309 года он рукоположён был в священники, не позже 1310 года получил от своего покровителя прибыльный бенефиций в Боппарде, который не обязан был обеспечивать сам, а с 1311 года — место пробста в Вормсе. В 1314 году занял должность каноника в Льеже, получив также в пребенду земли аббатства Визет. 
В 1323 году занимал должность прокуратора в Кёльне, а в 1326 году сопровождал графа Энгельберта II фон дер Марк (1308—1328) в поездке к папскому двору в Авиньоне. В 1331 году назначен был князем-епископом настоятелем монастыря Св. Гаделина в Селе-ле-Динане близ Намюра, постоянно проживая в епархиальном центре Льеже в покое и достатке, изредка посещая столицу графов Марки город Хамм и их резиденцию в Альтене. 2 апреля 1341 года составил завещание, в котором тщательно перечислил всё своё имущество и владения, пожалованные ему сюзеренами за верную службу.
Между 1340 и 1353 годами был наставником юного графа Энгельберта III, в 1347 году наследовавшего своему отцу Адольфу II фон дер Марк. В 1349 году при его поддержке получил в пребенду земли в Кёльнской епархии, а на юбилейный 1350 год посетил Рим.
В 1354 году дополнительно получил в пребенду земли цистерцианского Фрёнденбергского аббатства. Умер 3 октября 1359 года в возрасте 80 лет и был похоронен в льежском кафедральном соборе Св. Ламберта, снесённом в 1794 году, во время Французской революции.

## Сочинения
Свой основной исторический труд, латинскую «Хронику графов Марки» (лат. Chronica comitum de Marka, нем. Geschichte der
Grafen von der Mark), Левольд составил в 1358 году, на своё 80-летие, адресовав его бывшему ученику графу Энгельберту III фон дер Марк, а также его чиновникам и министериалам. Создавал он его преимущественно в воспитательных и образовательных целях, с расчётом на будущие поколения графов и их окружения. 
В качестве основных источников Левольд пользовался «Хроникой» Титмара Мерзебургского (нач. XI в.), «Кёльнскими анналами» (около 1028 г.), «Всемирной хроникой» Германа из Райхенау (сер. XI в.), «Всеобщей хроникой» Эккехарда из Ауры (нач. XII в.), сочинением «Саксонского анналиста» (сер. XII в.), «Зерцалом историческим» Винсента из Бове (1264), «Хроникой пап и императоров» Мартина Опавского (1278), а также, вероятно, документами архива Льежской епархии.  
Хроника в летописной форме повествует о происхождении дома Ламарков, деяниях его основателя Фридриха I фон Берг-Альтена (1170—1199), его сына Адольфа I (ум. 1249), первого графа Марки, основавшего в 1226 году её столицу Хамм, сыновей последнего Оттона фон Альтена (1249—1262) и Энгельберта I (ум. 1249—1277), а также потомков последнего Эберхарда I (ум. 1308), Энгельберта II (ум. 1328), князя-епископа Адольфа де Ла Марк (ум. 1344) и графа Адольфа II (ум. 1347), уделив особое внимание правлению Энгельберта III фор дер Марк (1347—1391). В частности, под 1353 годом сообщается о паломничестве Энгельберта III в Святую землю, не получившего на это благословления от папы Иннокентия VI.
Освещая события не только светской, но и церковной истории, особенно касающиеся епархии Льежа, хроника содержит немало информации о других регионах Вестфалии, о Рейнской области, Нидерландах и в целом о Западной Германии, а также автобиографические заметки. Более-менее информативными её сообщения становятся начиная со времён императора Оттона III (996—1002), относительно подробными — с эпохи Лотаря II Саксонского (1125—1137), а более достоверными — с правления германского короля Рудольфа I Габсбурга (1273—1291). Помимо последнего, описываются деяния Альбрехта I (1298—1308), Генриха VII (1308—1313), Людвига Баварского (1314—1347), Карла IV (1355—1378) и др. королей и императоров.
Невзирая на некоторые фактологические ошибки, «Хроника графов Марки» является одним из наиболее заметных произведений, относящихся к жанру княжеских светских хроник, зарождавшемуся в германских землях в первой половине XIV века. Около 1372 года она была дополнена сообщениями до 1371 года анонимным продолжателем, сочинение которого известно под названием «Княжеское зерцало» (нем. Fürstenspiegel), а в 1538 году капеллан из Хамма Ульрих Верне составил её сокращение.
Перу Левольда также принадлежит составленный на основании ряда более ранних источников каталог архиепископов Кёльна (лат. Catalogus archiepiscoporum Coloniensium), вероятно, использовавшийся в процессе домашнего обучения молодых графов. Также известно, что он участвовал в составлении «Льежской вотчинной книги» (нем. Lütticher Lehnbuch, 1343), написал родословную рода Ламарков (лат. Genealogia comitum de Marca) и всемирную «Хронику со времён праотца Адама» (лат. Cronica ab Adam prima homine), оставшуюся неоконченной и сохранившуюся во фрагментах.

## Рукописи и издания
Составленные Левольдом хроника и генеалогия графов фон дер Марк, а также каталог кёльнских архиепископов дошли до нас в восьми рукописях. Старейшая из них, объединяющая в себе все три сочинения, относится к XIV веку и ранее находилась в собрании графов Лестеров в Холкем-холле, а ныне хранится в Британской библиотеке (MS 476, Add. 49371). Известен также манускрипт XV века из библиотеки княжества Зальм в замке Анхольт (Вестфалия). Более поздние списки хранятся в Бременской публичной, Йенской университетской и др. библиотеках. В архиве Мюнстерской епархии находится рукопись анонимного перевода хроники на нижненемецкий язык, выполненного в XVI веке.
Впервые «Хроника графов Марки» Левольда напечатана была в 1613 году в Ганновере историком и поэтом Генрихом Мейбомом, а в 1688 году переиздана в Хельмштедте. Научное издание хроники вместе с каталогом кёльнских архиепископов вышло 1859 году в Хамме, в латинском оригинале и немецком переводе, под редакцией филолога Карла Людвига Филиппа Тросса. Комментированное издание хроники, подготовленное Фрицем Жаеком для шестого тома новой серии «Германские историки» академического многотомника Monumenta Germaniae Historica, было выпущено в 1929 году в Берлине, а в 1955 году переиздано Германом Флеббе. Репринтное издание публикации К. Л. Тросса увидело свет в 2018 году в Марриквилле (Сидней, Австралия).

## Публикации
- Levold’s von Northof Chronik der Grafen von der Mark und der Erzbischöfe von Köln. Aus Handschriften verbessert und vervollständigt von Dr. Karl Ludwig Philipp Tross. — Hamm: Selbstverlag, 1859. — xvii, 349 s.
- Levold von Northof. Die Chronik der Grafen von der Mark. Hrsg. von Fritz Zschaeck // Monumenta Germaniae Historica. — Tomus VI. — Berlin: Weidmann, 1929. — xlvii, 146 s. — (Scriptores rerum Germanicarum. Nova series).
- Levold von Northof. Die Chronik der Grafen von der Mark. Ubersetzt und erläutert von Hermann Flebbe. — Münster; Köln: Böhlau Verlag, 1955. — 219 s.
- Levold's von Northof Chronik der Grafen von der Mark und der Erzbischöfe von Cöln. Hrsg. von Karl Ludwig Philipp Tross. — Marrickville: Wentworth Press, 2018. — 366 s. — ISBN 978-0341177340.